# Friedrich Rödler

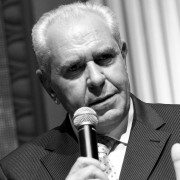
Friedrich Rödler

Friedrich Rödler (* 25. November 1954 in Wien) ist ein österreichischer Jurist. Er war langjähriges Mitglied des Rechnungshofes, Generalsekretär des Bundesministeriums für Verkehr, Innovation und Technologie und zuletzt Präsident des Österreichischen Patentamtes. Derzeit ist Rödler selbständiger Unternehmer.

## Leben
Nach dem Mittelschulabschluss in Wien trat Rödler 1973 in die Finanzverwaltung ein. 1976 bis 1978 war er dort als Referatsleiter tätig. Das nebenberufliche Studium der Rechtswissenschaft an der Universität Wien schloss er 1983 mit dem Magisterium und dem Doktorat ab. Seit seinem Studium ist er Mitglied der Akademischen Verbindung Wartburg Wien im WKR.
1978 wurde in den Rechnungshof berufen und war unter den Präsidenten Kandutsch, Broesigke und Fiedler tätig; von 1990 bis 1999 war er Leiter der Redaktion der Berichte an den Nationalrat, 1995 bis 1999 zugleich Leiter der EU-Abteilung. Ab 2000 war er stellvertretender Sektionsleiter.
Von 2001 bis 2005 war er Generalsekretär des Bundesministerium für Verkehr, Innovation und Technologie unter den Ministern Monika Forstinger, Mathias Reichhold und Hubert Gorbach. Rödler wurde am 4. April 2005 zum Präsidenten des Österreichischen Patentamtes bestellt und hatte – nach einer Weiterbestellung im Jahre 2010 – diese Funktion bis 2015 inne. Seine Verträge als Präsident des Patentamtes sowie als Geschäftsführer des teilrechtsfähigen Bereiches des Patentamtes („serv.ip“) wurde nach Ablauf seiner zweiten Amtsperiode (2015) von Bundesminister Alois Stöger (SPÖ) nicht mehr verlängert.
Rödler wird zumindest ein Naheverhältnis zur FPÖ zugeschrieben, er kandidierte 2005 und 2015 für diese Partei bei der Landtagswahl in Wien.
Rödler ist Vorsitzender des Council von Superbrands Austria, Mitinitiator der Initiative „Rettet das Bargeld“ sowie führendes Mitglied des St. Georgs-Ordens.
Für die Funktionsperiode 1. März 2018 bis 28. Februar 2023 wurde Rödler von der FPÖ zum Mitglied des Universitätsrats der Universität Wien nominiert.
Rödler ist seit 2018 gemeinsam mit Harald Wögerbauer, Brigitte Bierlein, Norbert Hofer und Hans Niessl Mitglied des Präsidiums des von Franz Fiedler und Ewald Wetscherek gegründeten Österreichisch-Deutschen Länderforums.

## Leistungen und Initiativen als Generalsekretär des Bundesministeriums für Verkehr, Innovation und Technologie
Während der Amtszeit Rödler wurde der „Generalverkehrsplan Österreich 2002“ als erstmaliges bundesweites Gesamtkonzept als Grundlage der künftigen Verkehrspolitik Österreichs geschaffen, zu dem keine parlamentarischen Beratungen aufgenommen wurden.
Daneben unterzog Rödler das Ministerium einer tiefgreifenden inneren Reform, welche u. a. etwa die Anzahl der Führungsfunktionen um rd. die Hälfte verringert hat.

## Leistungen und Initiativen als Patentamtspräsident
Rödler förderte insbesondere die Serviceangebote seiner Dienststelle, initiierte 2008 die wirtschaftsorientierte Beratungsoffensive discover.ip und führte einen jährlichen Erfindungspreis (Inventum) ein.
Unter seiner Präsidentschaft wurde die elektronische Anmeldung von Patenten und Gebrauchsmustern eingeführt und er unterzeichnete den Patent Prosecution Highway (eine Übereinkunft zur wechselseitigen Beschleunigung von Patentverfahren im Rahmen des PCT).
Er setzte eine Befreiung von den Jahresgebühren für „junge Patente“ politisch und gesetzlich durch.
Er setzte sich für die Modernisierung der Arbeit des Patentamtes ein und strebte auf Empfehlung des Rechnungshofes eine Zusammenführung der durch Parallelstrukturen unwirtschaftlich erscheinenden Behörden- und serv.ip-Bereiche an, was auf Grundlage seiner Vorarbeiten erst seiner Nachfolgerin Mariana Karepova im Jahr 2016 gelang.
Weitere Bemühungen von Rödler galten der Zusammenführung aller relevanten Institutionen in einem „Gesamt-Kompetenz-Center“ für geistiges Eigentum, die allerdings wegen des Fehlens der im Regierungsprogramm der XXV. Gesetzgebungsperiode vorgesehenen politischen „Nationalen Strategie für Geistiges Eigentum“ nicht zum Abschluss gebracht werden konnten.

## Kontroversen

### Ernennung zum Präsidenten des Patentamtes
Die Ernennung Rödlers erfolgte nach einer Änderung des Patentgesetzes Ende 2004 unter Minister Hubert Gorbach (FPÖ), die erstmals eine Bewerbung von Nichtmitgliedern des Patentamtes für die Funktion des Patentamtspräsidenten ermöglichte. In einer parlamentarischen Anfrage 2005 wurden von der Abgeordneten Gabriela Moser (Die Grünen) in einer parlamentarischen Anfrage Gerüchte über Unstimmigkeiten bei Vergaben öffentlicher Aufträge, der Übersiedlung des Patentamtes, einem außergewöhnlich hochdotierten Sondervertrag, der Novellierung des Patentgesetzes und der Nachbesetzung des Präsidentenpostens im Umfeld von Rödler behauptet, die von Minister Gorbach nach Prüfung der Vorwürfe entschieden zurückgewiesen und damit falsifiziert wurden.

### Führungsstil
2009 brachte Gabriela Moser erneut auf der Grundlage von behaupteten Gerüchten eine parlamentarische Anfrage ein, in der sie Rödler vorwarf, er habe Konflikte mit dem Europäischen Patentamt geschürt, Privatklagen und ungerechtfertigte Disziplinaranzeigen gegen Mitarbeiter eingeleitet, mehrfach gegen Personalvertretungsrechte verstoßen, in der Teilrechtsfähigkeit nicht wirtschaftlich agiert und dort bereits Patent- und Markengutachten angeboten, bevor eine dafür erforderliche Gesetzesnovelle erfolgt war. Auch diese Vorwürfe wurden vom Bundesminister Hubert Gorbach nach Prüfung der Vorwürfe entschieden zurückgewiesen.
Laut in einem Zeitungsartikel wiedergegebenen Gerüchten sollen Rödler von der Personalvertretungs-Aufsichtskommission des Bundeskanzleramtes mehrfach Verstöße gegen das Personalvertretungsrecht beschieden worden sein.

### Gerichtliche Auseinandersetzung mit Gabriela Moser
Gabriela Moser hat 2013 gegen Rödler eine Anzeige bei der Wirtschafts- und Korruptionsstaatsanwaltschaft eingebracht. Die Vorwürfe lauten auf Amtsmissbrauch und Untreue. Rödler erstattete daraufhin Strafanzeige gegen Moser wegen Verleumdung und Übler Nachrede. Die Staatsanwaltschaft Wien hat das Verfahren wegen angeblichem Amtsmissbrauchs und Untreue gegen Rödler im Februar 2013 eingestellt. Im Juli 2015 wurde vom OGH das Verfahren gegen Moser mit der Begründung eingestellt, es handle sich bei ihren Äußerungen um „zulässige Werturteile“.

### Umstrittenes Zweitgehalt als Geschäftsführer im teilrechtsfähigen Bereich des Patentamtes
Gemäß einem Medienbericht hat Rödler den Bezug des Zweitgehalts in der Höhe von 6.250,- Euro monatlich (zusätzlich zu seinem monatlichen Präsidentengehalt von 8.900,- Euro) nicht nur bestätigt, sondern auch einer Weisung der Bundesministerin Doris Bures vom Juni 2013 widersprochen, er möge auf sein vertragliches Gehalt verzichten. Obwohl Rödler vor dem Verwaltungsgerichtshof mit einer Beschwerde gegen diese Weisung erfolgreich war, wurde sein Vertrag als Präsident des Patentamtes nach seiner zweiten Amtsperiode von Bundesminister Alois Stöger nicht mehr verlängert.
Der OGH stellte schließlich 2016 fest, dass ihm die in erster Instanz vom Arbeits- und Sozialgericht Wien als Teil des Gesamteinkommens zugesprochenen 152.567,83 Euro an Bezügen als Geschäftsführer von „serv.ip“ deshalb nicht zustanden, weil das Bundesministerium für Verkehr, Innovation und Technologie im Jahr 2005 gar nicht berechtigt war, einen diesbezüglichen Vertrag anzubieten bzw. abzuschließen. Über eine mögliche Rückforderung der gemäß OGH-Erkenntnis unrechtmäßig erhaltenen Bezüge wurde am 25. August 2016 eine parlamentarische Anfrage gestellt, die von Minister Jörg Leichtfried mit der Feststellung beantwortet wurde, dass alle rechtlich gebotenen Schritte gesetzt würden.